# Elegia capensis
Elegia capensis, es un especie de arbusto perteneciente a la familia Restionaceae. Es originaria de Sudáfrica.

## Descripción
Los tallos son como cañas, crecen a partir de rizomas subterráneos, son bastante gruesos, con entrenudos como las plantas de bambú y pueden tener hasta 3 m de altura. En cada nodo hay un círculo de ramas largas, como agujas, que dan a la planta una apariencia similar a la cola de caballo.  Las inflorescencias masculinas y femeninas se despliegan en la parte superior de las ramas. Tanto las inflorescencias masculinas como las femeninas tienen alrededor de 350 mm de largo. Las flores reales son muy pequeñas, de color blanco o amarillo verdoso. Las semillas se parecen pequeñas nueces, con alas.
Las plantas forman un denso bosque de tallos y, eventualmente, pueden ocupar un espacio muy grande si los rizomas no se mantienen bajo control. El crecimiento durante los dos primeros años puede parecer muy lento, las plantas alcanzan una altura de 1 m durante el primer año. Dependiendo de la cantidad de agua disponible, que alcanzará una altura de unos 2,5 m después de tres años.

## Distribución y hábitat
Es una especie muy extendida cerca de las cordilleras del oeste, sur y este del Cabo, cerca de Port Elizabeth. Las plantas crecen desde el nivel del mar hasta una altitud de 1.600 m en suelos pobres y arenosos, siempre cerca de cursos de agua, en las filtraciones en las laderas de montaña o en zonas donde el agua subterránea está presente. Cuando hay una gran cantidad de agua las plantas tendrán un color verde exuberante. Con menos agua las plantas se encuentran bajo mayor estrés y serán más pequeñas y más amarillentas. 

## Etimología
El nombre Elegia deriva del griego elegeia , un canto de lamento, y puede ser una referencia al crujido, producido por la brisa, de las vainas parecidas al papel y las brácteas de la planta. El nombre de la especie capensis se refiere a la distribución por el Cabo.